# Kaple Nejsvětějšího Srdce Páně (Sokolí)
Kaple Nejsvětějšího Srdce Páně v Sokolí u Třebíče je římskokatolická kaple zasvěcená Nejsvětějšímu Srdci Páně. Na bočních stranách kaple jsou umístěny pamětní desky obětem první světové války a oběti druhé světové války.

## Historie
Kaple pochází z 30. let 20. století kdy nahradila původní dřevěnou zvonici.

## Umístění
Kaple se nachází cca 90 metrů od návsi při cestě ke hřbitovu a dále k Padrtově mlýnu.

## Galerie

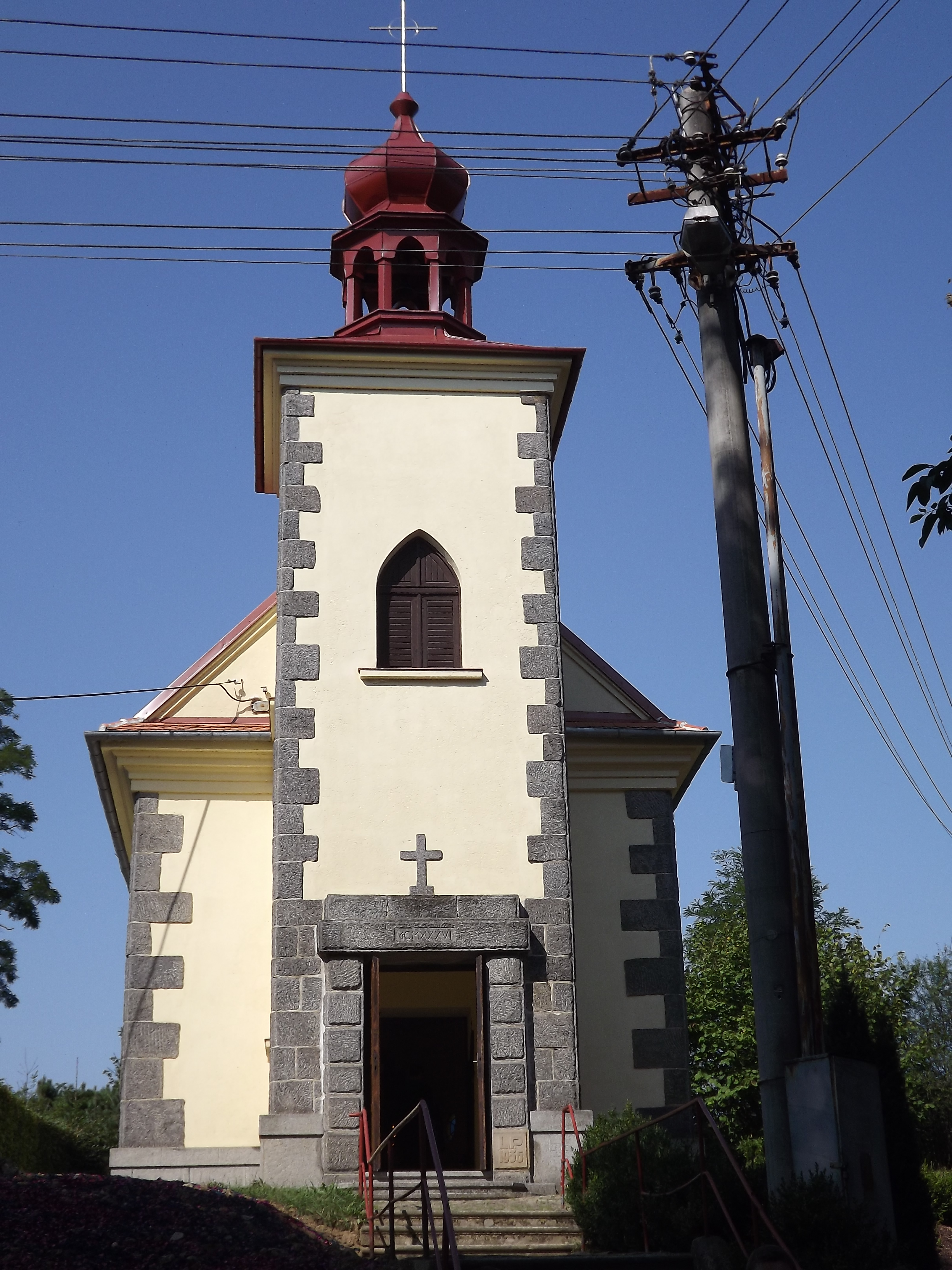
kaple ze předu
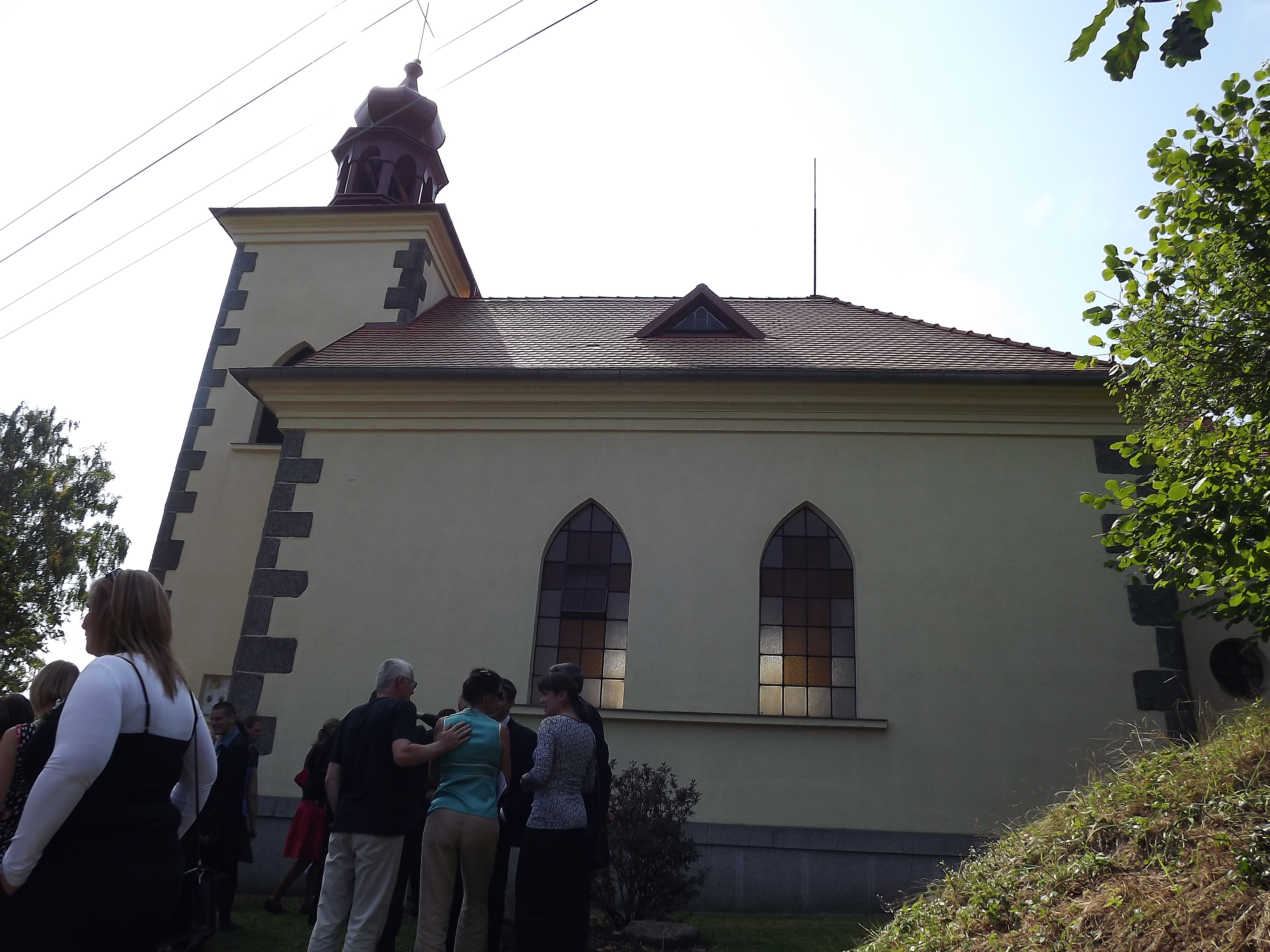
kaple z boku
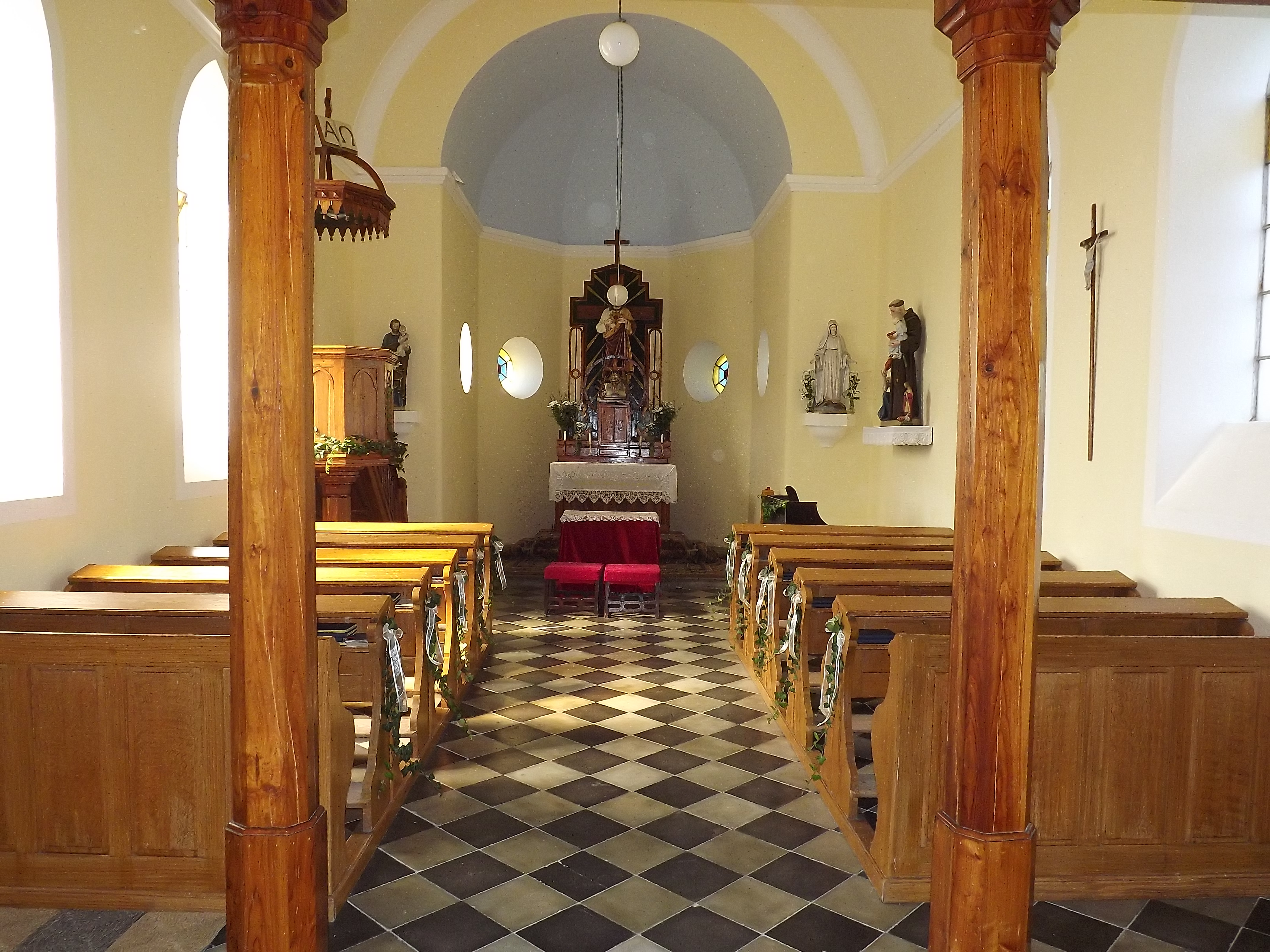
interiér kaple
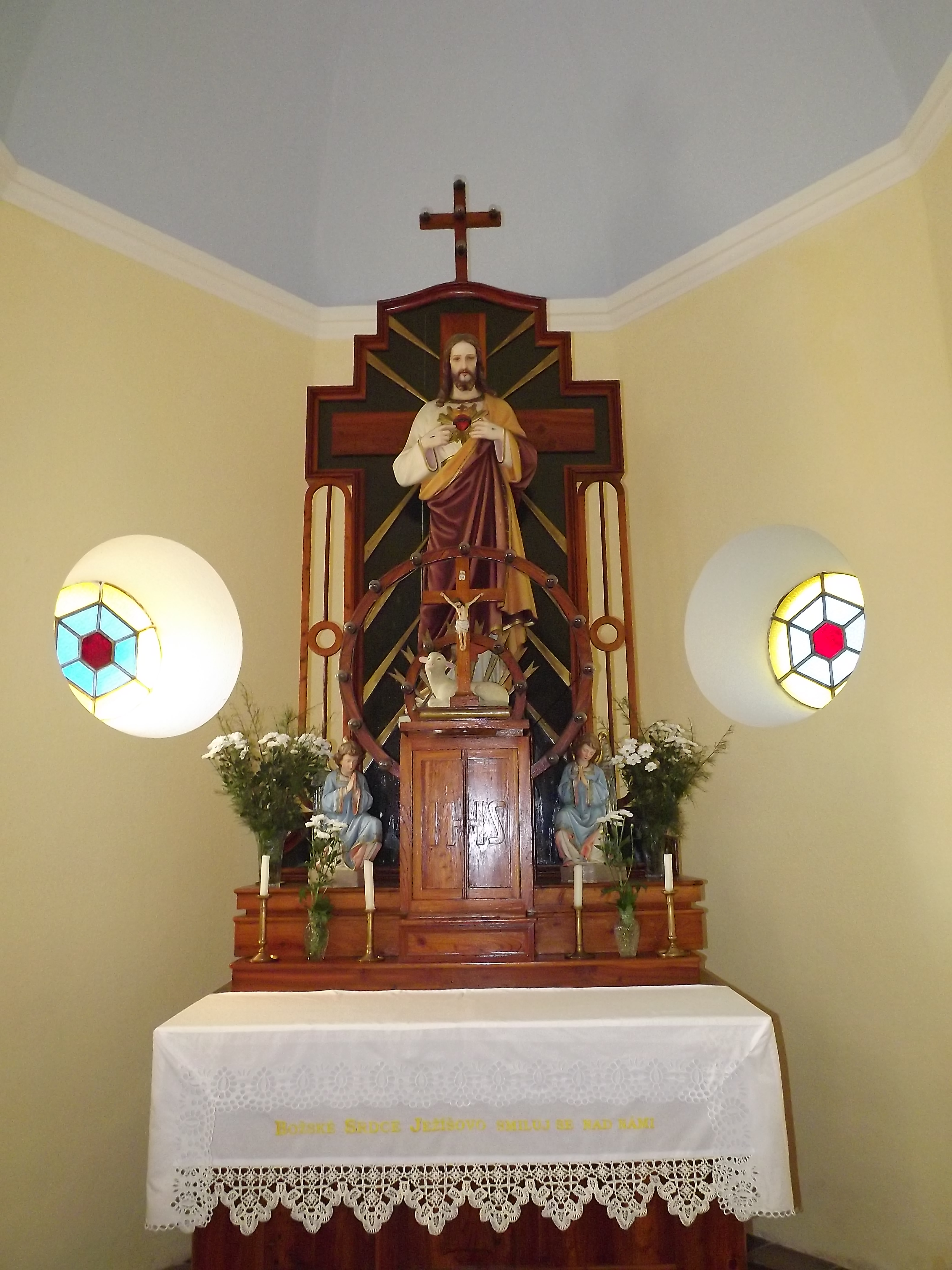
hlavní oltář